# 管理哲学
管理哲学是有关管理学认识论、方法论和本体论的探讨的学科。管理学不同学派和管理学不同理论，都有基本的立场、观点、信仰的不同，研究管理学的基本立场观点信仰的科学就是管理哲学。